# Interleuchina 23
L'interleuchina 23 (o IL-23) è una proteina appartenente alla famiglia delle interleuchine e composta da due subunità: la P40, in comune con l'interleuchina 12, codificata dal gene IL12B presente sul cromosoma 5 umano, e P19, specifica per l'interleuchina 23, il cui gene codificante è situato sul cromosoma 12. L'interleuchina 23 interagisce con il suo recettore posto sulla superficie della linea linfocitaria T helper Th17, attivando questo tipo di linfociti (oltre ad attivare i linfociti Th2)
 e stimolandoli nella produzione di interleuchina 17. L'IL-23 favorisce inoltre la proliferazione dei granulociti eosinofili nelle vie aeree in caso di infezione. La resolvina E1 inibisce l'espressione di questa proteina.

L'espressione di questa interleuchina, nonché quella del suo recettore, è aumentata in caso di psoriasi. A seguito della differenziazione dei linfociti Th17, promossa dall'interleuchina 23, aumenta anche l'espressione dell'interleuchina 17 e dell'interleuchina 6, nonché quella del TNF (fattore di necrosi tumorale). IL-23 ha un ruolo attivo anche nella genesi della malattia di Crohn. Anche nella genesi degli episodi asmatici è coinvolta l'interleuchina 23.

## Farmacologia
L'ustekinumab è un anticorpo monoclonale che attacca la subunità P40 dell'interleuchina 12 e dell'interleuchina 23, inibendo queste ultime. Il risankizumab, il guselkumab e il tildrakizumab attaccano, invece, la subunità P19, specifica dell'interleuchina 23, e dunque inibiscono solo quest'ultima proteina. Si stanno conducendo studi clinici sull'efficacia di questi farmaci; dai primi risultati, questi anticorpi sembrano essere efficaci nel mitigare il quadro clinico della psoriasi e della malattia di Crohn, mentre non sembrano essere particolarmente efficaci nel curare l'asma.